# Paraguay en los Juegos Olímpicos de Sídney 2000
Paraguay estuvo representado en los Juegos Olímpicos de Sídney 2000 por cinco deportistas, dos hombres y tres mujeres, que compitieron en tres deportes.
El portador de la bandera en la ceremonia de apertura fue el atleta Nery Kennedy. El equipo olímpico paraguayo no obtuvo ninguna medalla en estos Juegos.